# Dicerogastra furvilinea
Dicerogastra furvilinea är en fjärilsart som beskrevs av George Francis Hampson 1902. Dicerogastra furvilinea ingår i släktet Dicerogastra och familjen nattflyn. Inga underarter finns listade i Catalogue of Life.